# Bökönyi Sándor
Bökönyi Sándor (Vállaj, 1926. március 17. – Budapest, 1994. december 25.) a modern archeozoológia egyik alapítója, a MNM archeozoológiai gyűjteményének megteremtője, a Régészeti Intézet vezetője, professzor, az MTA rendes tagja.

## Életpályája
1950-ben szerzett állatorvosi oklevelet a Magyar Agrártudományi Egyetemen, majd 1970-ben a biológiai tudományok doktora lett. 1981 és 1993 között az MTA Régészeti Intézet igazgatója, az MTA tagja (levelező 1985. május 10., rendes 1990. május 21.).
A modern régészeti állattan, az archaeozoológia egyik megalapítója. A Magyar Tudományos Akadémia Elnökségének tagja. A Régészeti Intézet igazgatójaként kezdeményezője és egyik alapítója volt az Archaeolingua Alapítványnak.

## Kitüntetései
- Akadémiai Díj (1978)
- Rómer Flóris-emlékérem (1991)

## Művei
- 1955 A szkíták kocsija. Budapest.
- 1961-63 A lengyeli kultúra gerinces faunája I-II-III. Janus Pannonius Múzeum Évkönyve 1960, 85-133; 1961, 91-104; 1962, 73-101.
- 1963 Die Wirbeltierfauna der Ausgrabungen in Zalavár.
- 1964 A bólyi avarkori temető állatmaradványai. Janus Pannonius Múzeum Évkönyve 1963, 91–112.
- 1964 Angaben zur Kenntnis der eisenzeitlichen Pferde in Mittel- und Osteuropa. Acta Archaeologica Academiae Scientiarum Hungaricae 16, 227-239.
- 1964 A maroslele-panai neolitikus telep gerinces faunája. Arch. Ért. 91/1, 87-93.
- 1968 Data on Iron Age Horses of Central and Eastern Europe. Cambridge.
- 1973 Sopronkőhida IX. századi temetője | A temető állatcsontanyagának vizsgálata. Budapest
- 1974 The Przevalsky Horse. London.
- 1974 History of Domestic Mammals in Central and Eastern Europe. Budapest.
- 1978 "Vadakat terelő juhász..." - Az állattartás története. Budapest.
- 1981 Mende-Lányvár Árpád-kori - 13. századi - állatmaradványai. Arch. Ért. 108, 251-258.
- 1984 Animal Husbandry and Hunting in Tác-Gorsium. Budapest.
- 1988 History of Domestic Mammals in Central and Eastern Europe. Budapest.
- 1988 Környezeti és kulturális hatások késő neolitikus kárpát-medencei és balkáni lelőhelyek csontanyagán : akadémiai székfoglaló
- 1993 Pferdedomestikation, Haustierhaltung and Ernährung : archäozoologische Beiträge zu historisch-ethnologischen Problemen. Budapest.
- 2006 A Przewalski-ló. Archaeolingua Alapítvány, Budapest.
- 2010 The Chora of Metaponto 2. (tsz. Gál Erika)